# Flers (Somme)
Pour les articles homonymes, voir Flers.
Flers est une commune française située dans le département de la Somme, en région Hauts-de-France.

## Géographie

### Localisation

#### Communes limitrophes

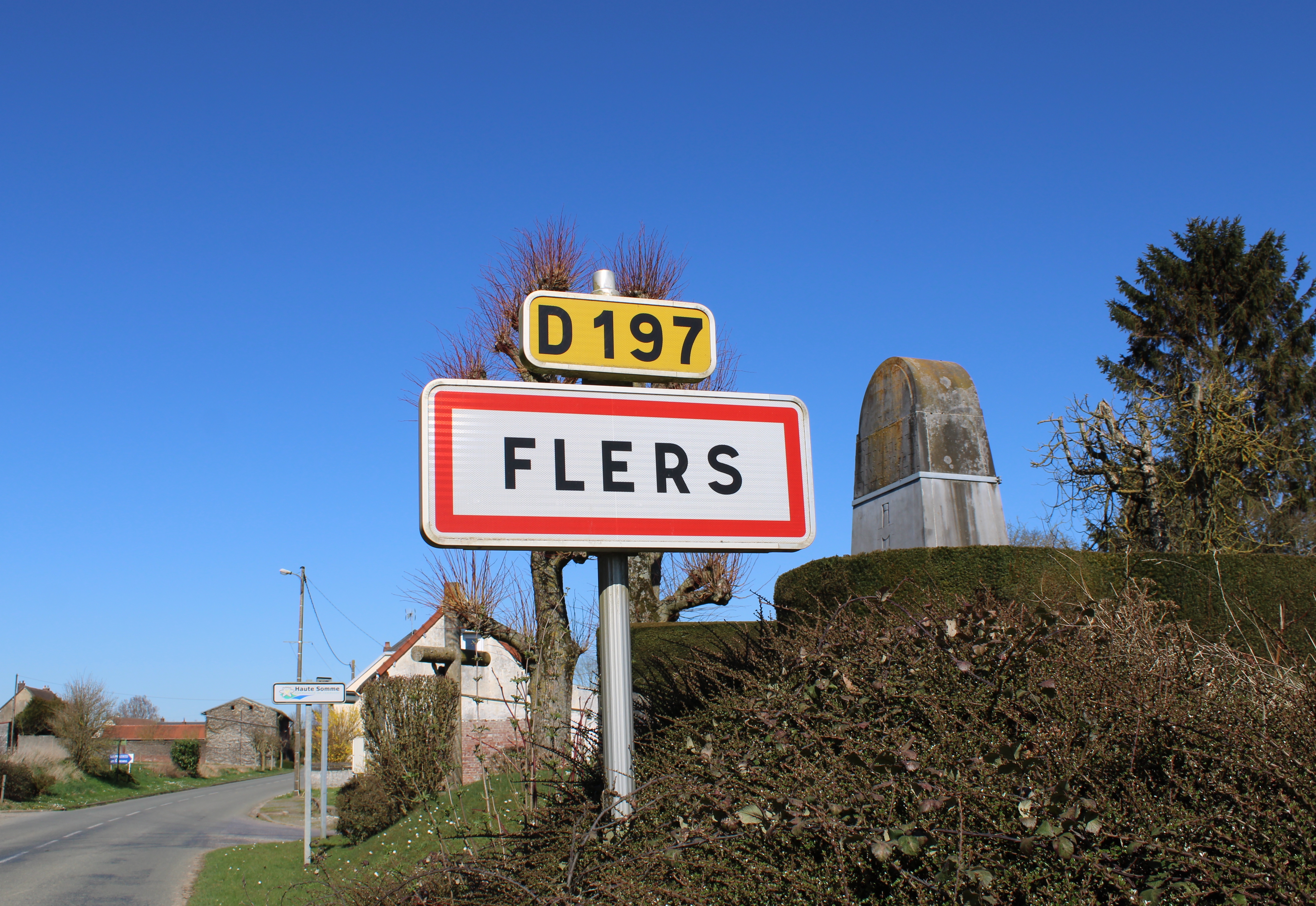
Entrée de la commune.

| Le Sars (Pas-de-Calais)     | Ligny-Thilloy (Pas-de-Calais) | Gueudecourt |
| Martinpuich (Pas-de-Calais) | Flers                         | Gueudecourt |
| Longueval                   | Longueval                     | Ginchy      |

### Description
Flers est un village rural picard situé à une quinzaine de kilomètres au nord-est d'Albert, à sept kilomètres au sud-ouest de  Bapaume et à 27 km au sud d'Arras. La commune, située dans la Somme, est limitrophe du Pas-de-Calais. Elle est aisément accessible par l'ex-RN 29 (actuelle RD 929) et l'Autoroute A1.
Le sol et le sous-sol de la commune sont d'origine tertiaire. Les terres franches couvrent la totalité du territoire communal. Le territoire de la commune est relativement accidenté, parcouru par de petits vallons. Il culmine à 155 m d'altitude.
En 2019, Flers est desservie par les autocars du réseau Trans'80, chaque jour de la semaine, sauf le dimanche (ligne no 53, Lesboeufs - Péronne).

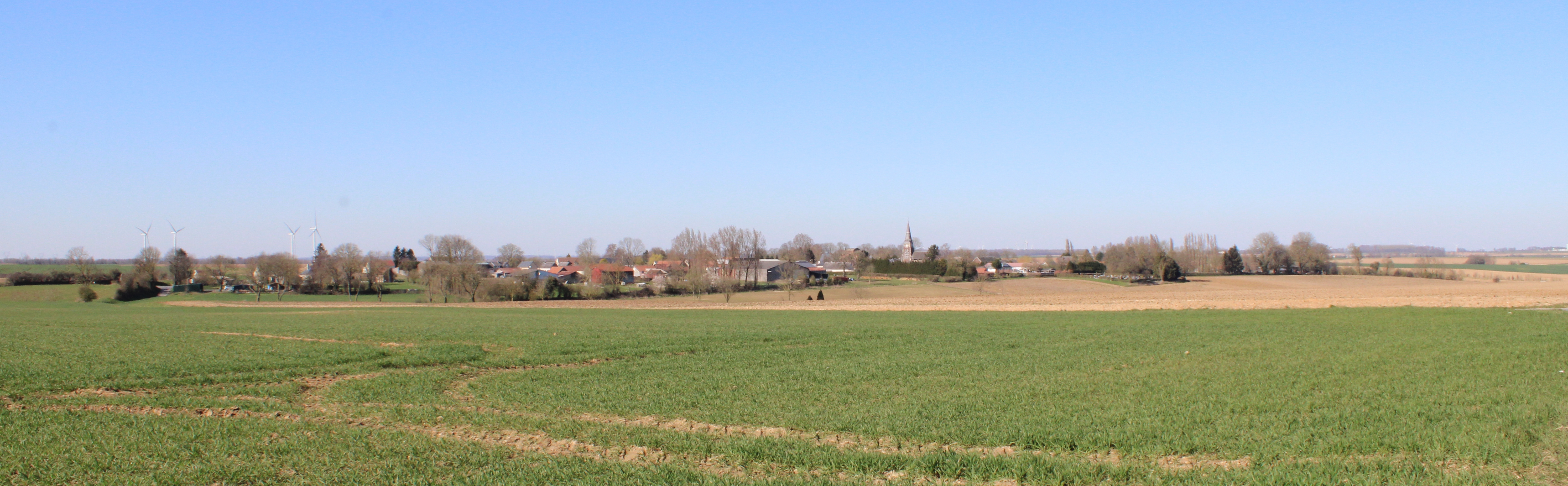
Vue panoramique du village.

### Hydrographie
La commune est située dans le bassin Artois-Picardie. Elle n'est drainée par aucun cours d'eau.

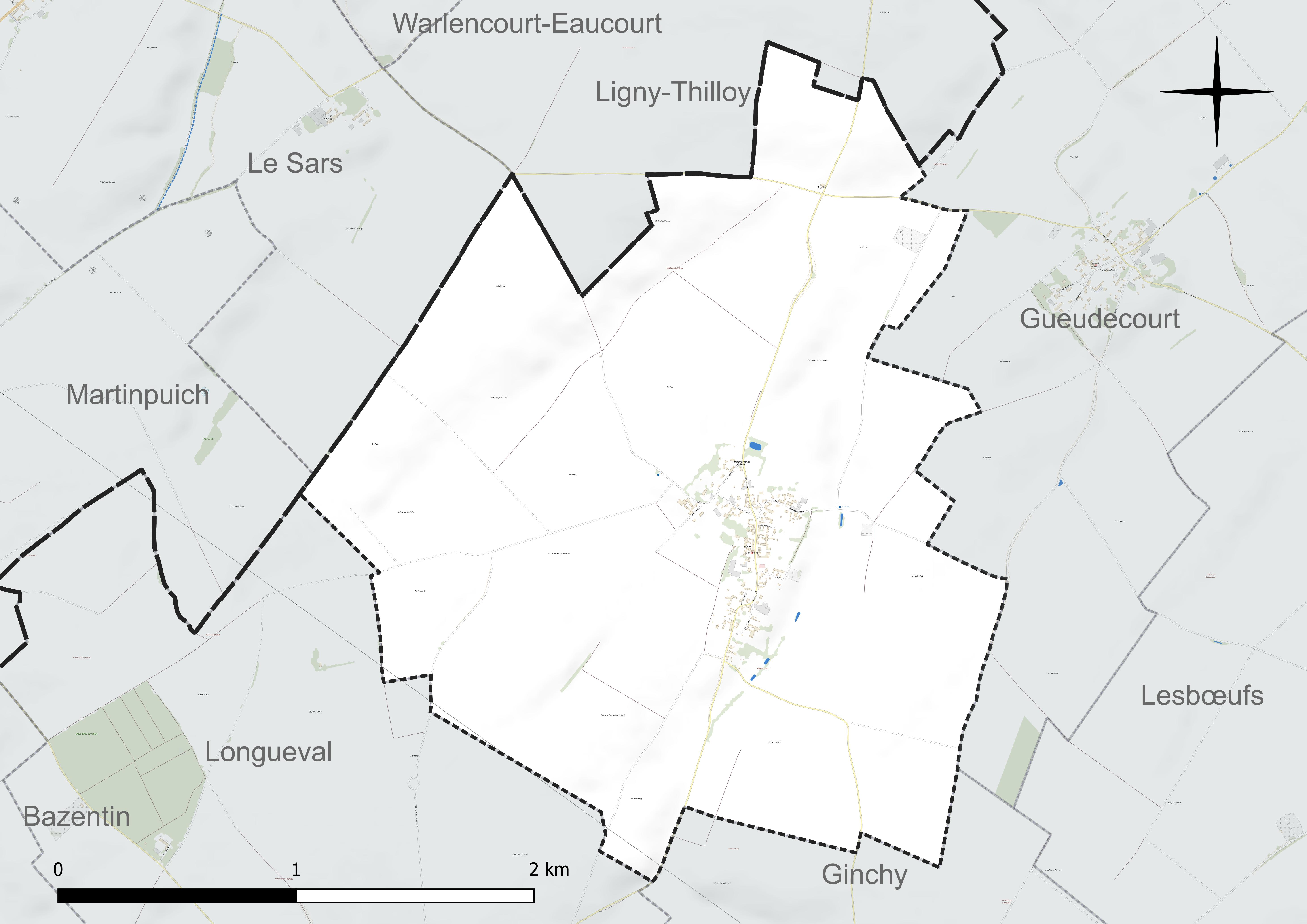
Réseau hydrographique de Flers.

### Climat
Pour des articles plus généraux, voir Climat des Hauts-de-France et Climat de la Somme.
En 2010, le climat de la commune est de type climat océanique dégradé des plaines du Centre et du Nord, selon une étude du CNRS s'appuyant sur une série de données couvrant la période 1971-2000. En 2020, Météo-France publie une typologie des climats de la France métropolitaine dans laquelle la commune est exposée à un climat océanique et est dans la région climatique Nord-est du bassin Parisien, caractérisée par un ensoleillement médiocre, une pluviométrie moyenne régulièrement répartie au cours de l'année et un hiver froid (3 °C).
Pour la période 1971-2000, la température annuelle moyenne est de 9,9 °C, avec une amplitude thermique annuelle de 14,7 °C. Le cumul annuel moyen de précipitations est de 816 mm, avec 12,1 jours de précipitations en janvier et 9,2 jours en juillet. Pour la période 1991-2020, la température moyenne annuelle observée sur la station météorologique la plus proche, située sur la commune de Méaulte à 14 km à vol d'oiseau, est de 10,7 °C et le cumul annuel moyen de précipitations est de 730,3 mm,. Pour l'avenir, les paramètres climatiques de la commune estimés pour 2050 selon différents scénarios d'émission de gaz à effet de serre sont consultables sur un site dédié publié par Météo-France en novembre 2022.

## Urbanisme

### Typologie
Au 1er janvier 2024, Flers est catégorisée commune rurale à habitat dispersé, selon la nouvelle grille communale de densité à sept niveaux définie par l'Insee en 2022.
Elle est située hors unité urbaine. Par ailleurs la commune fait partie de l'aire d'attraction de Bapaume, dont elle est une commune de la couronne,. Cette aire, qui regroupe 21 communes, est catégorisée dans les aires de moins de 50 000 habitants,.

### Occupation des sols
L'occupation des sols de la commune, telle qu'elle ressort de la base de données européenne d'occupation biophysique des sols Corine Land Cover (CLC), est marquée par l'importance des territoires agricoles (95,1 % en 2018), en diminution par rapport à 1990 (100 %). La répartition détaillée en 2018 est la suivante : 
terres arables (95,1 %), zones urbanisées (4,9 %). L'évolution de l'occupation des sols de la commune et de ses infrastructures peut être observée sur les différentes représentations cartographiques du territoire : la carte de Cassini (XVIIIe siècle), la carte d'état-major (1820-1866) et les cartes ou photos aériennes de l'IGN pour la période actuelle (1950 à aujourd'hui).

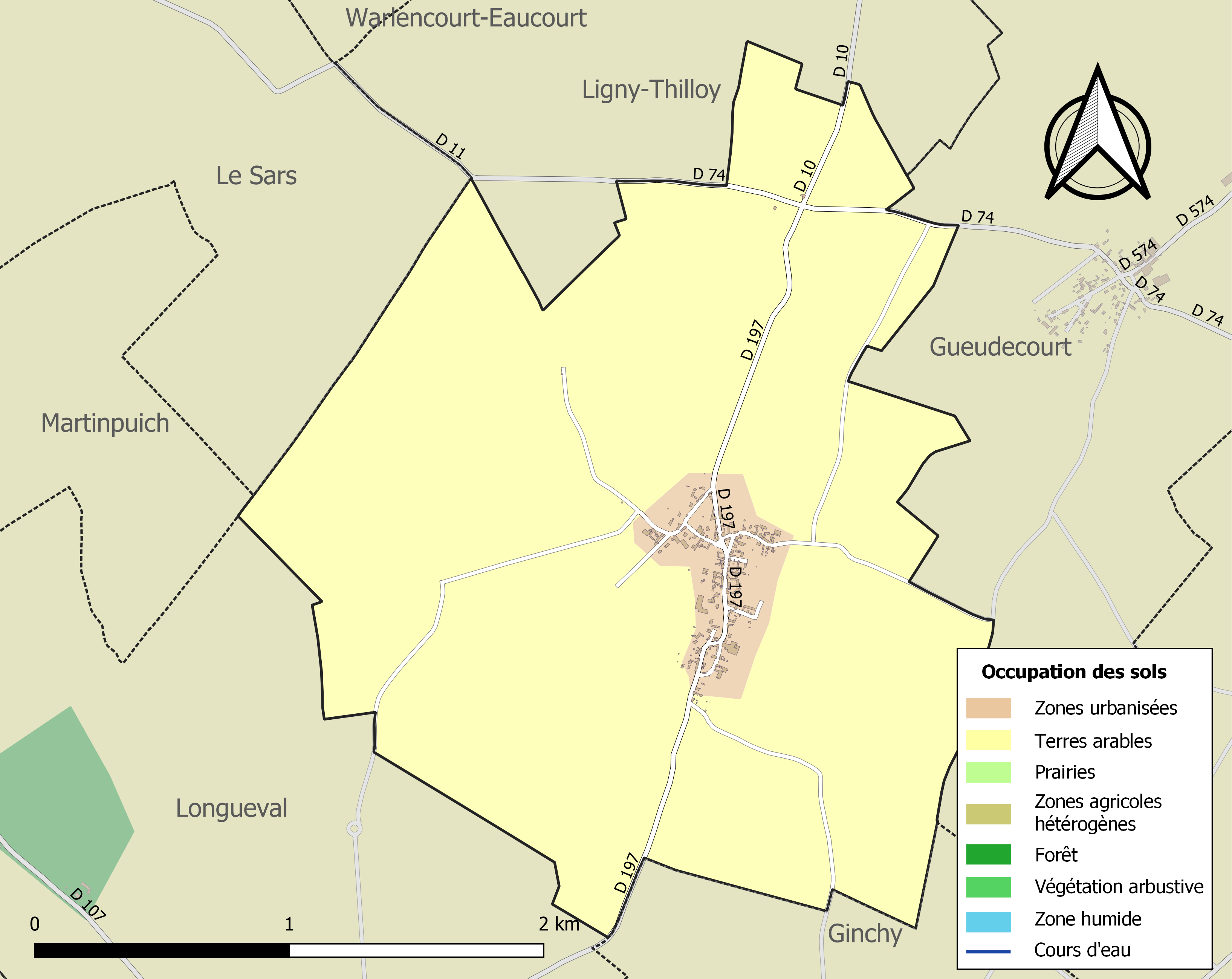
Carte des infrastructures et de l'occupation des sols de la commune en 2018 (CLC).

## Toponymie
Le nom de la localité est attesté sous les formes Flers en 1170 ; Fleres en 1567 ; Flers-en-Vermandois. 	
Il s'agit d'un type toponymique commun dans le Nord de la France : Flers (Nord I, Fles 1030, Flers XIIIe siècle), Flers (Nord II, Fles 1066, Flers 1273), Flers (Pas-de-Calais) et Flers (Orne). La localisation dans le Nord de la France incite les spécialistes à proposer l'étymon germanique (vieux bas francique) *hlar qui signifie « terrain marécageux, friche ou vaine pâture », à l'origine de l'ancien français larris, d'où le français lairis.

## Histoire

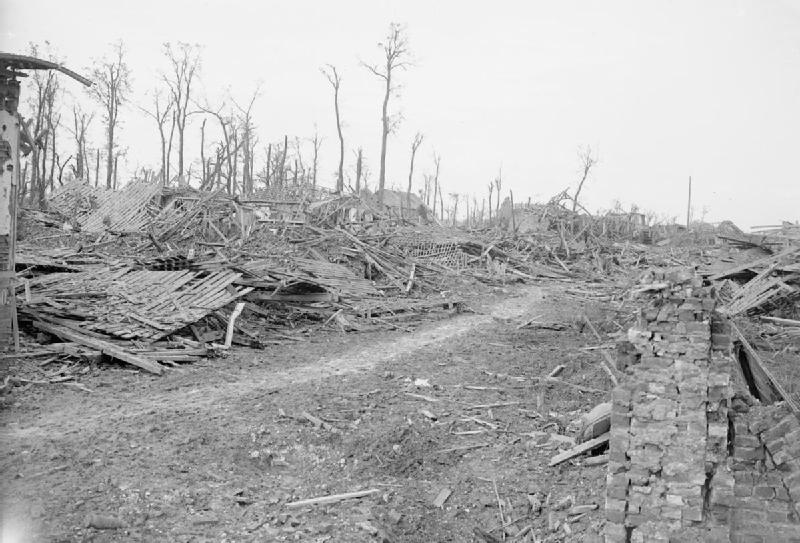
Flers en ruines en septembre 1916.

- L'archéologie aérienne a révélé la présence de substructions antiques dans le sol de la commune.
- Destruction de Flers lors du siège d'Arras, en 1640[1].
- En 1699, l'église du village est restaurée[1].
- En 1858, un violent incendie détruit 53 maisons du village[1].

Première Guerre mondiale
Le 15 septembre 1916 se déroule la bataille de Flers-Courcelette un des combats de la bataille de la Somme, pendant lequel l'armée britannique utilise, pour la première fois, des tanks (char de combat),,,. La division néo-zélandaise s'empare du village.

La bataille de Flers-Courcelette
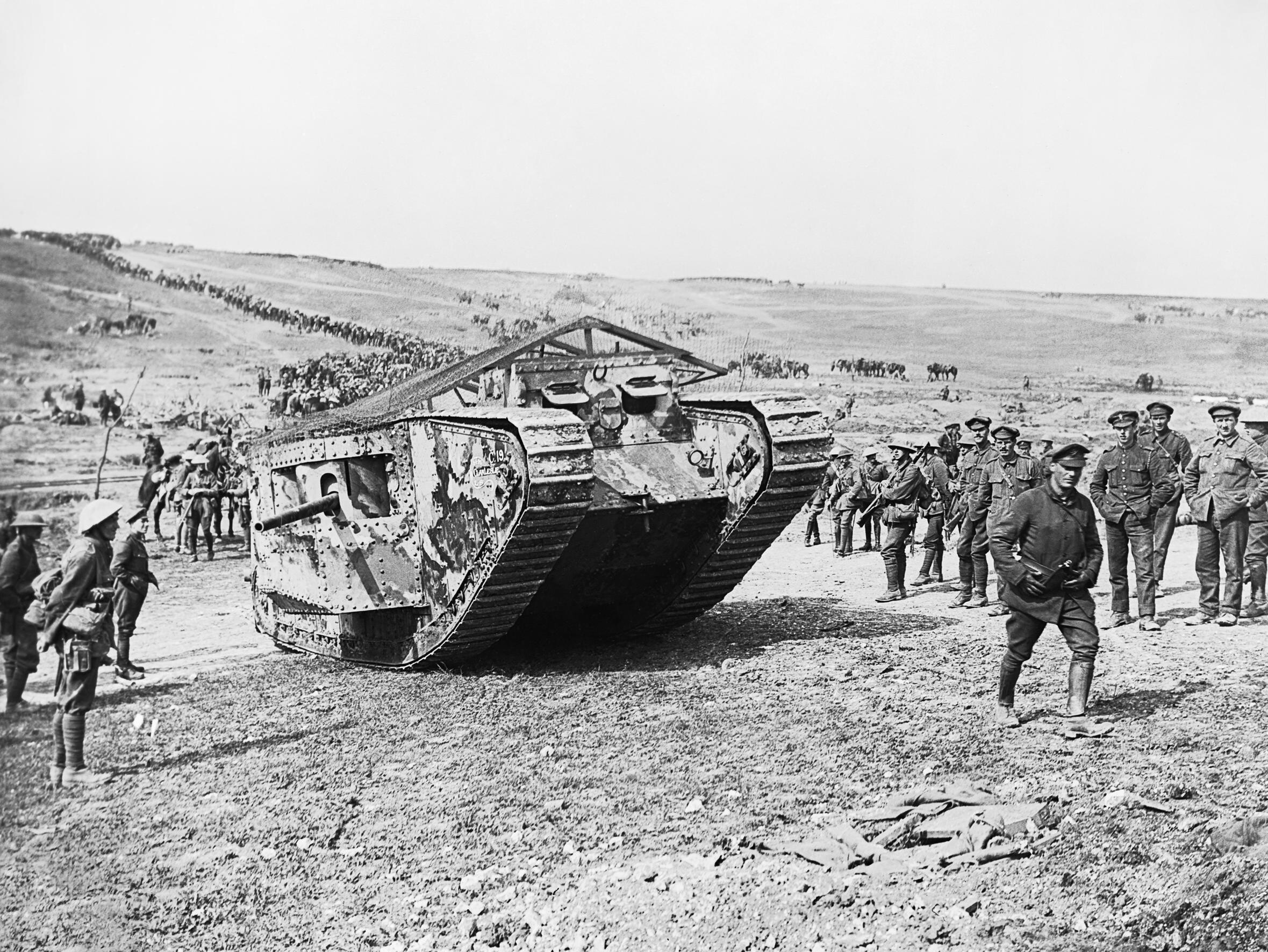
Tank type Mark 1 n°'C19 dans Chimpanzee Valley se préparant à attaquer sur Flers.
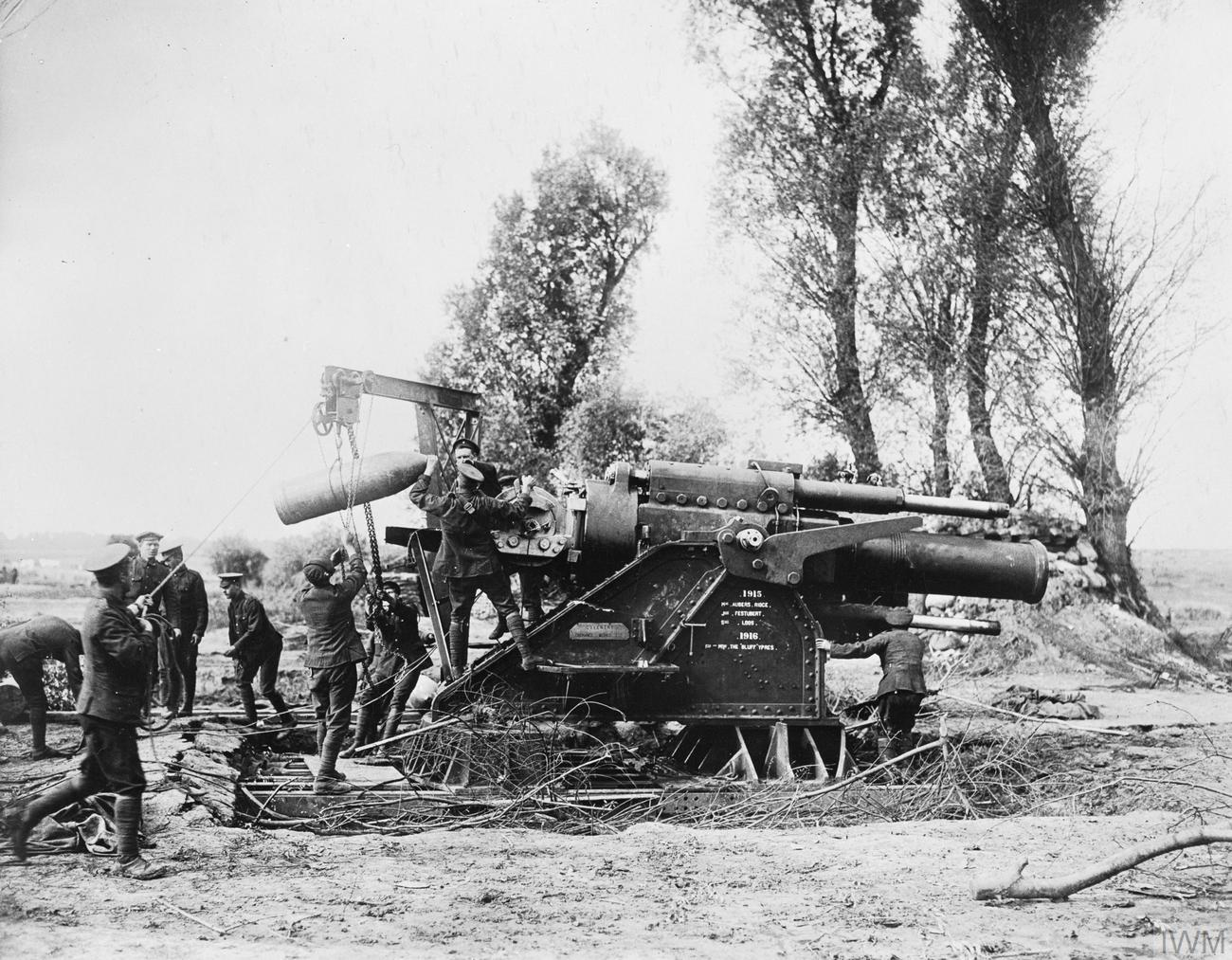
Un obus en cours de chargement dans un obusier canadien de 15 pouces
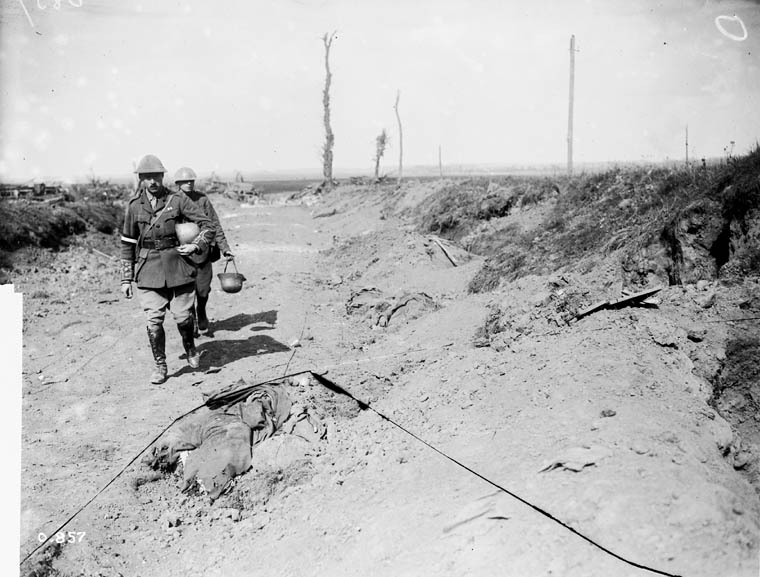
Soldats canadiens sur un champ de bataille près de Courcelette
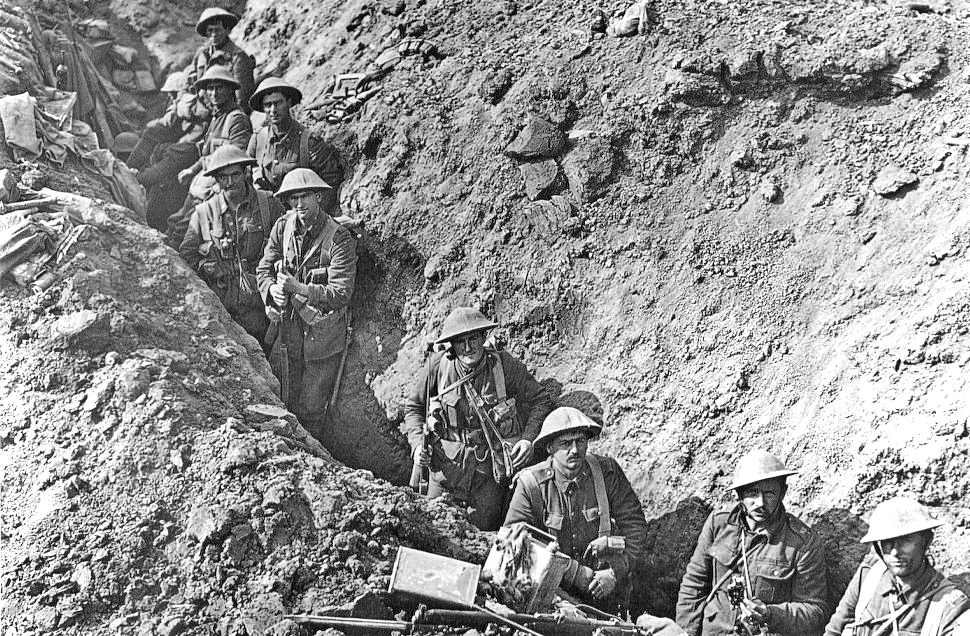
Soldats néo-zélandais dans une tranchée
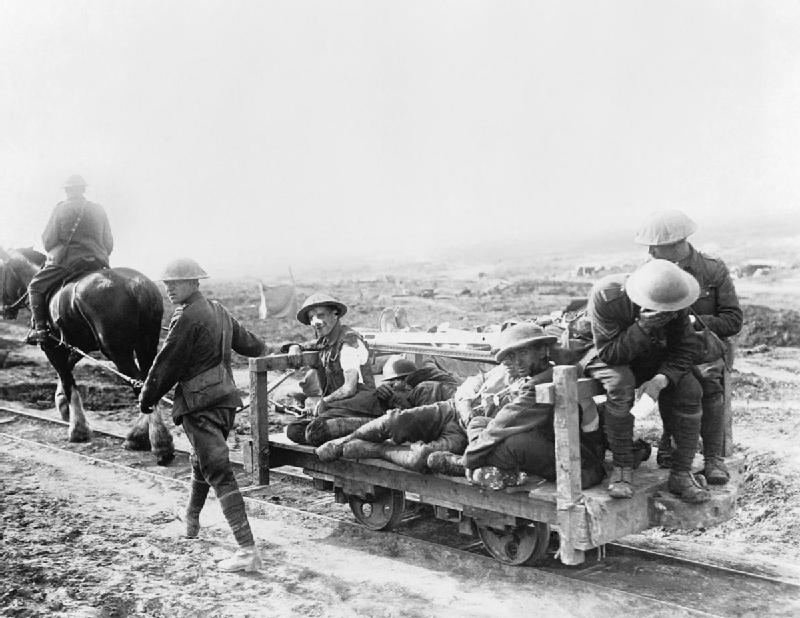
Soldats canadiens blessés évacués par un chemin de fer de campagne
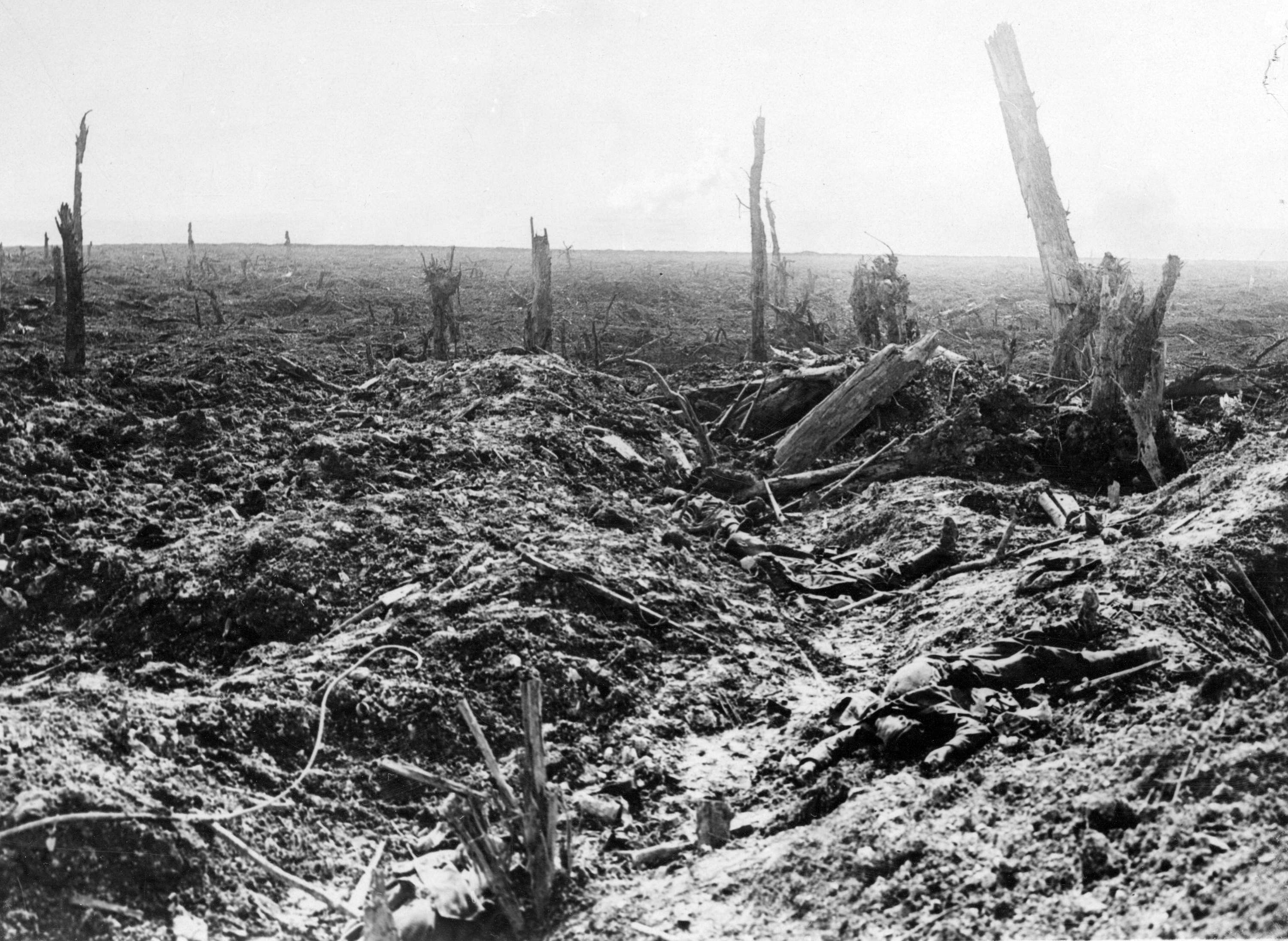
Après la bataille

Le village est considéré comme détruit à la fin de la guerre,, et a  été décoré de la Croix de guerre 1914-1918, le 27 octobre 1920.

## Politique et administration

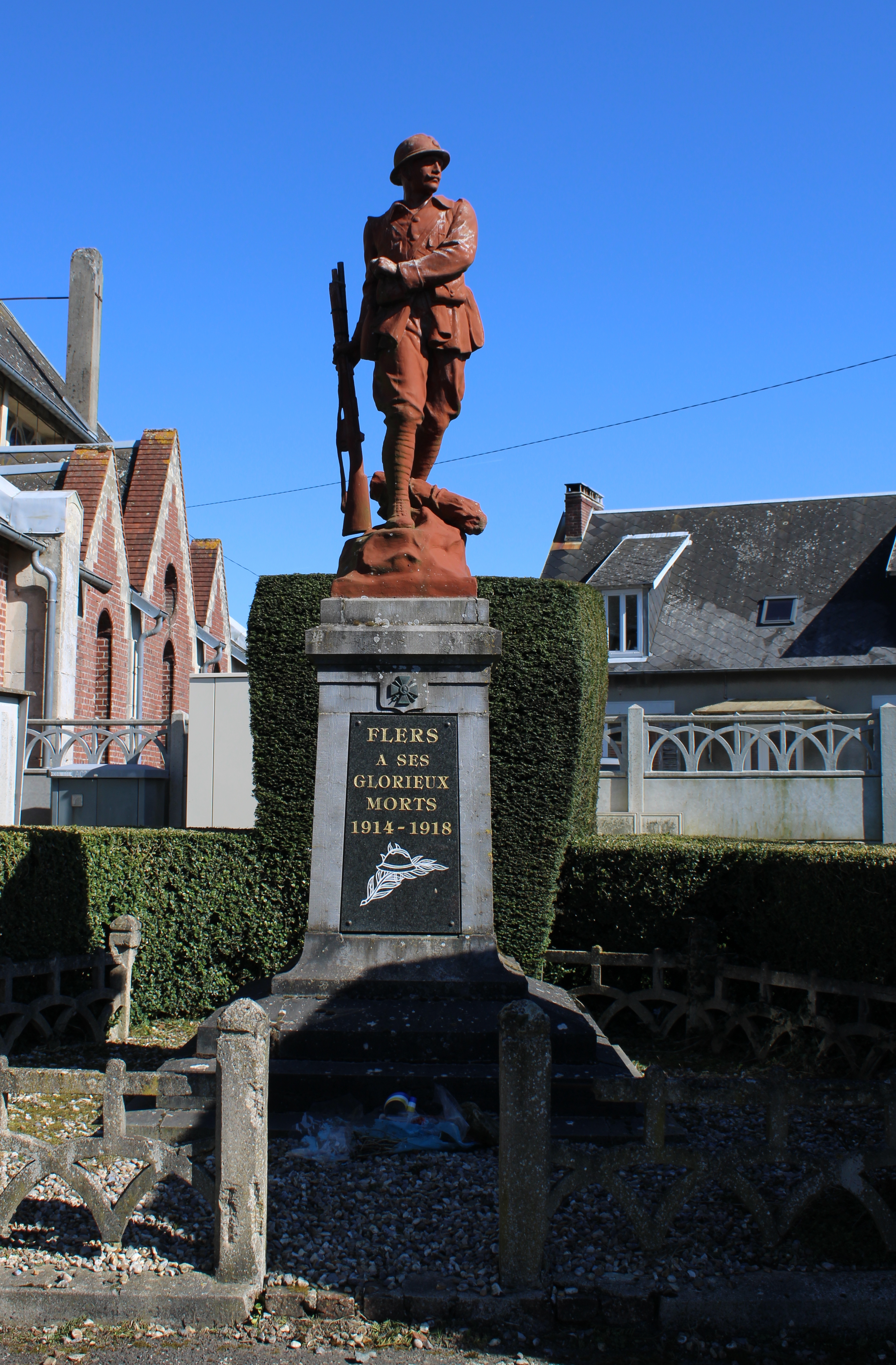
Le monument aux morts.

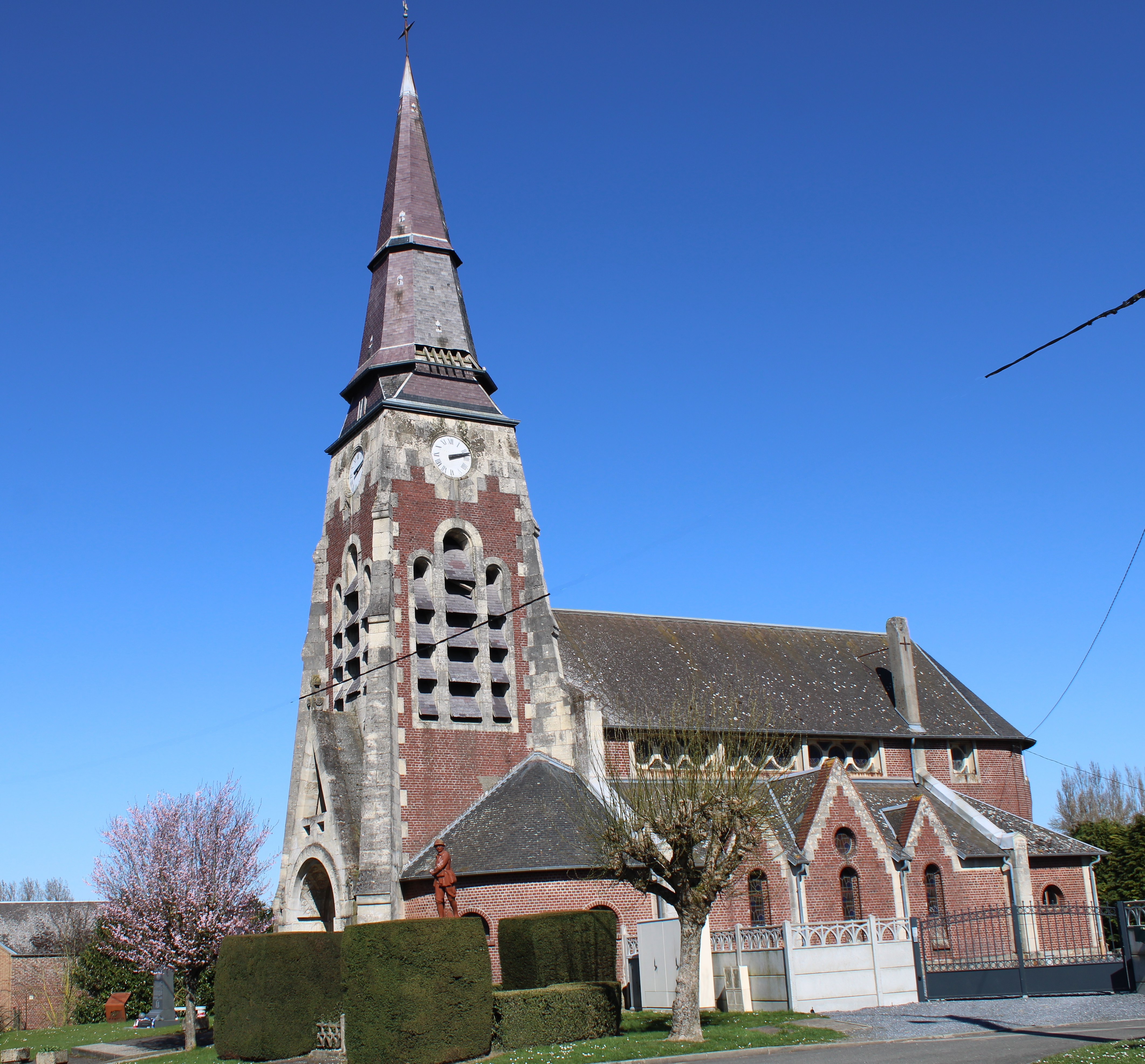
L'église.

### Liste des maires
| Période                                  | Période                      | Identité             | Étiquette | Qualité                                                         |
| ---------------------------------------- | ---------------------------- | -------------------- | --------- | --------------------------------------------------------------- |
| Les données manquantes sont à compléter. |                              |                      |           |                                                                 |
| mars 2001                                | mars 2008                    | Jeannette Busschaert |           |                                                                 |
| mars 2008                                | 2012                         | Patrick Bertrand     |           | N'achève pas son mandat                                         |
| 2012                                     | En cours (au 8 octobre 2020) | Pierrick Capelle     |           | Producteur de racines d'endives Réélu pour le mandat 2020-2026, |

## Population et société

### Démographie
L'évolution du nombre d'habitants est connue à travers les recensements de la population effectués dans la commune depuis 1793. Pour les communes de moins de 10 000 habitants, une enquête de recensement portant sur toute la population est réalisée tous les cinq ans, les populations de référence des années intermédiaires étant quant à elles estimées par interpolation ou extrapolation. Pour la commune, le premier recensement exhaustif entrant dans le cadre du nouveau dispositif a été réalisé en 2007.

En 2022, la commune comptait 194 habitants, en évolution de +2,65 % par rapport à 2016 (Somme : −1,26 %, France hors Mayotte : +2,11 %).
| 1793 | 1800 | 1806 | 1821 | 1831 | 1836 | 1841 | 1846 | 1851 |
| ---- | ---- | ---- | ---- | ---- | ---- | ---- | ---- | ---- |
| 516  | 496  | 575  | 625  | 702  | 732  | 696  | 692  | 690  |

| 1856 | 1861 | 1866 | 1872 | 1876 | 1881 | 1886 | 1891 | 1896 |
| ---- | ---- | ---- | ---- | ---- | ---- | ---- | ---- | ---- |
| 647  | 676  | 665  | 656  | 654  | 700  | 703  | 662  | 577  |

| 1901 | 1906 | 1911 | 1921 | 1926 | 1931 | 1936 | 1946 | 1954 |
| ---- | ---- | ---- | ---- | ---- | ---- | ---- | ---- | ---- |
| 543  | 512  | 437  | 267  | 260  | 260  | 275  | 220  | 234  |

| 1962 | 1968 | 1975 | 1982 | 1990 | 1999 | 2006 | 2007 | 2012 |
| ---- | ---- | ---- | ---- | ---- | ---- | ---- | ---- | ---- |
| 230  | 220  | 212  | 184  | 182  | 138  | 156  | 159  | 178  |

| 2017 | 2022 | - | - | - | - | - | - | - |
| ---- | ---- | - | - | - | - | - | - | - |
| 195  | 194  | - | - | - | - | - | - | - |

### Manifestations culturelles et festivités
La commune a accueilli en août 2018 la sixième édition du festival Cirq'ô Champs organisé par la compagnie locale  Bachianas et le premier festival « Flers sème son cirque », né d'un partenariat entre le Cirque Jules-Verne et la mairie de Flers, dont la seconde édition a eu lieu en août 2020.

## Économie
L'activité économique de Flers est dominée par l'agriculture.

## Culture locale et patrimoine

### Lieux et monuments
- Église Saint-Martin[33], reconstruite par Gérard Ansart après les destructions de la Première Guerre mondiale[34].

- A.I.F. Burial Ground, cimetière militaire australien de la Commonwealth War Graves Commission conçu par l'architecte britannique Herbert Baker[35].Dans ce cimetière reposent les corps de 3 764 soldats de la Première Guerre mondiale (britanniques, australiens, canadiens, néo-zélandais et sud-africains) tombés en majorité lors de l'offensive de l'automne 1916, et 171 soldats français[36],[37].

- Monument du Leyton Orient Football Club, du nom d'un club de football de Leyton, dont 21 membres se sont engagés lors de la Première Guerre mondiale. Les trois tués du club sont tombés à Flers. Les supporters britanniques ont financé le monument et des bancs ont été offerts au nom de l'amitié franco-anglaise[38].

- Chapelle Notre-Dame-de-France, de 1950, à l'entrée du village, venant de Bapaume[39].

### Galerie

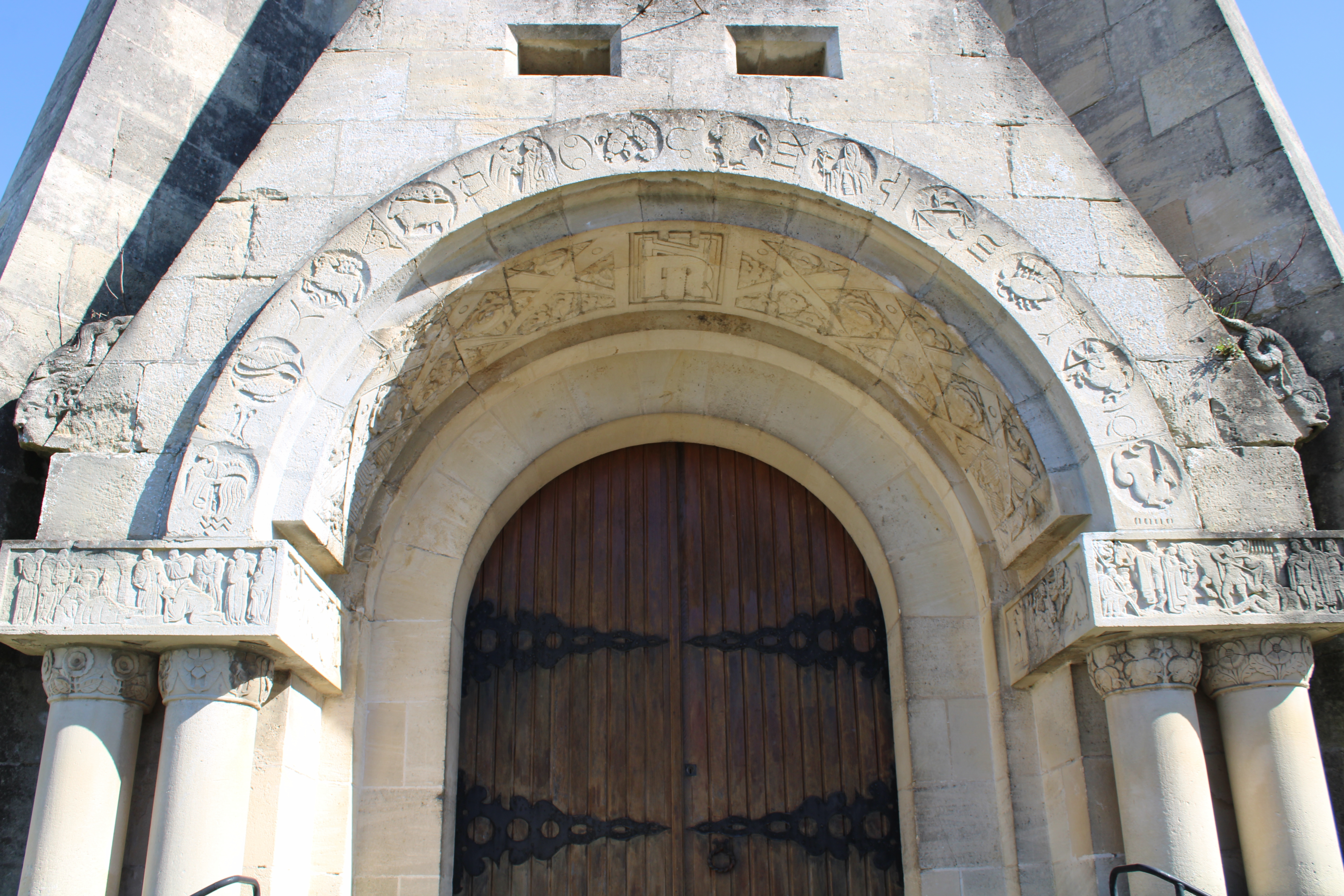
Les signes du zodiaque sur le fronton de l'église.
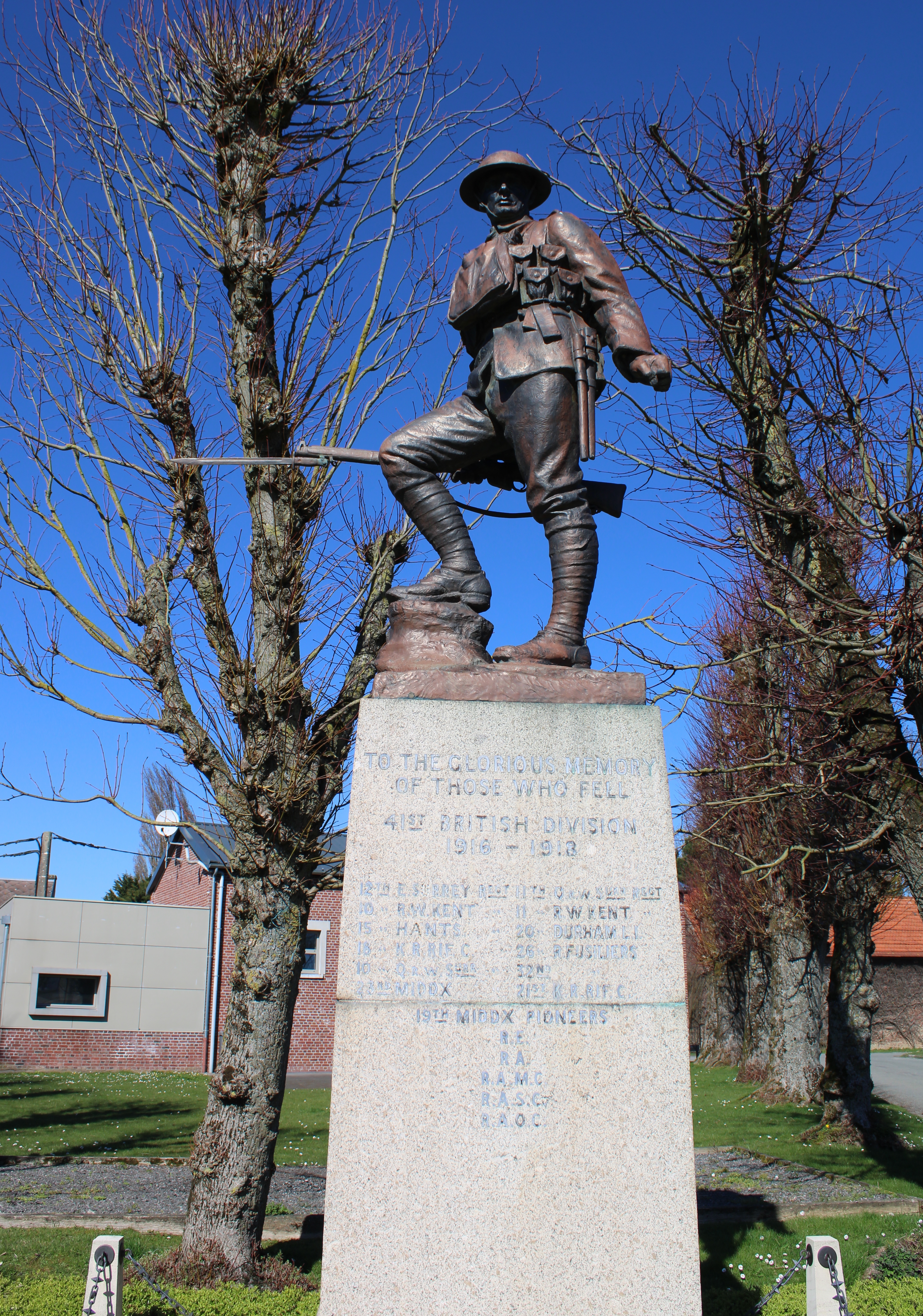
Monument hommage à la 41è division britannique.
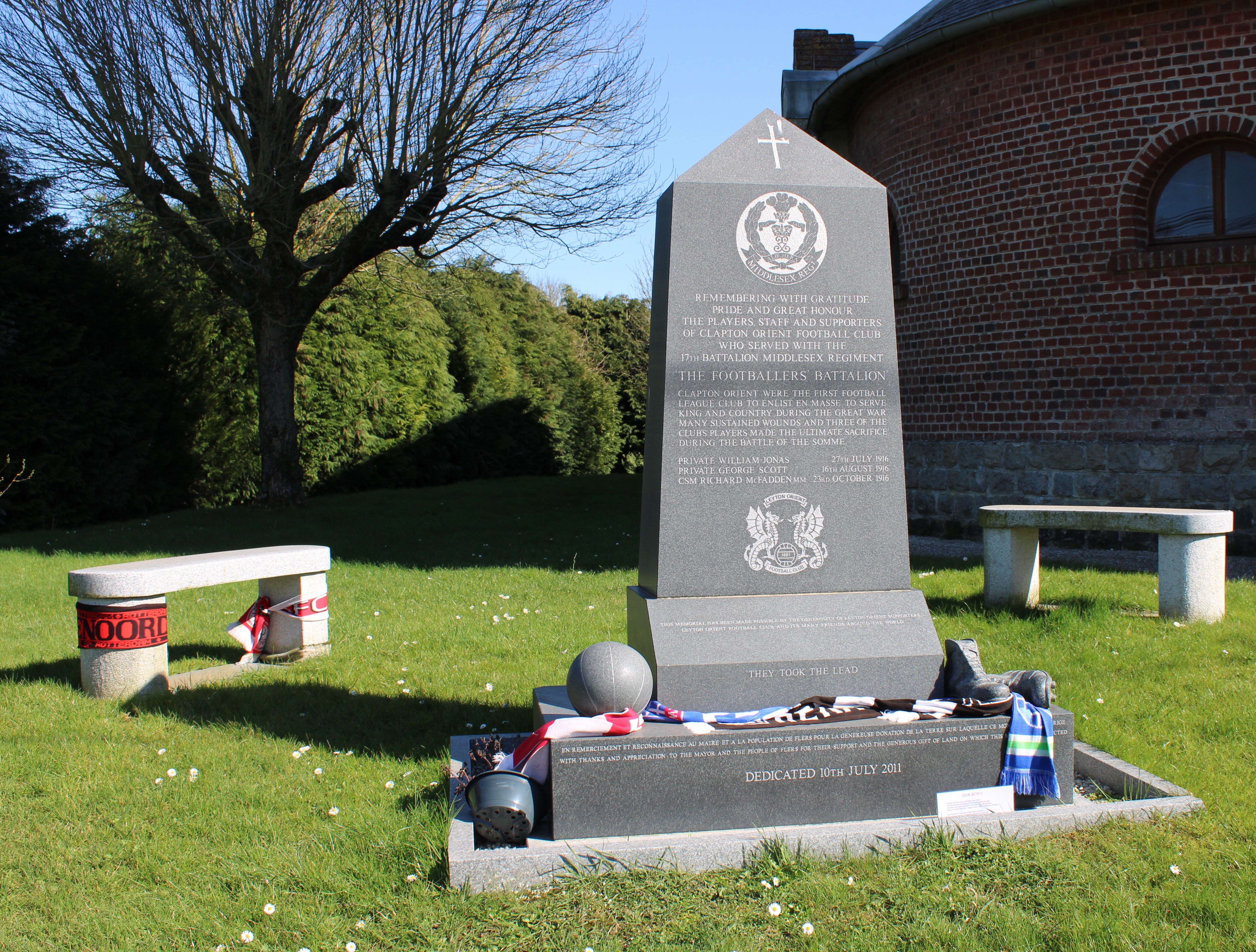
Flers Monument au club de Leyton Orient Football Club.
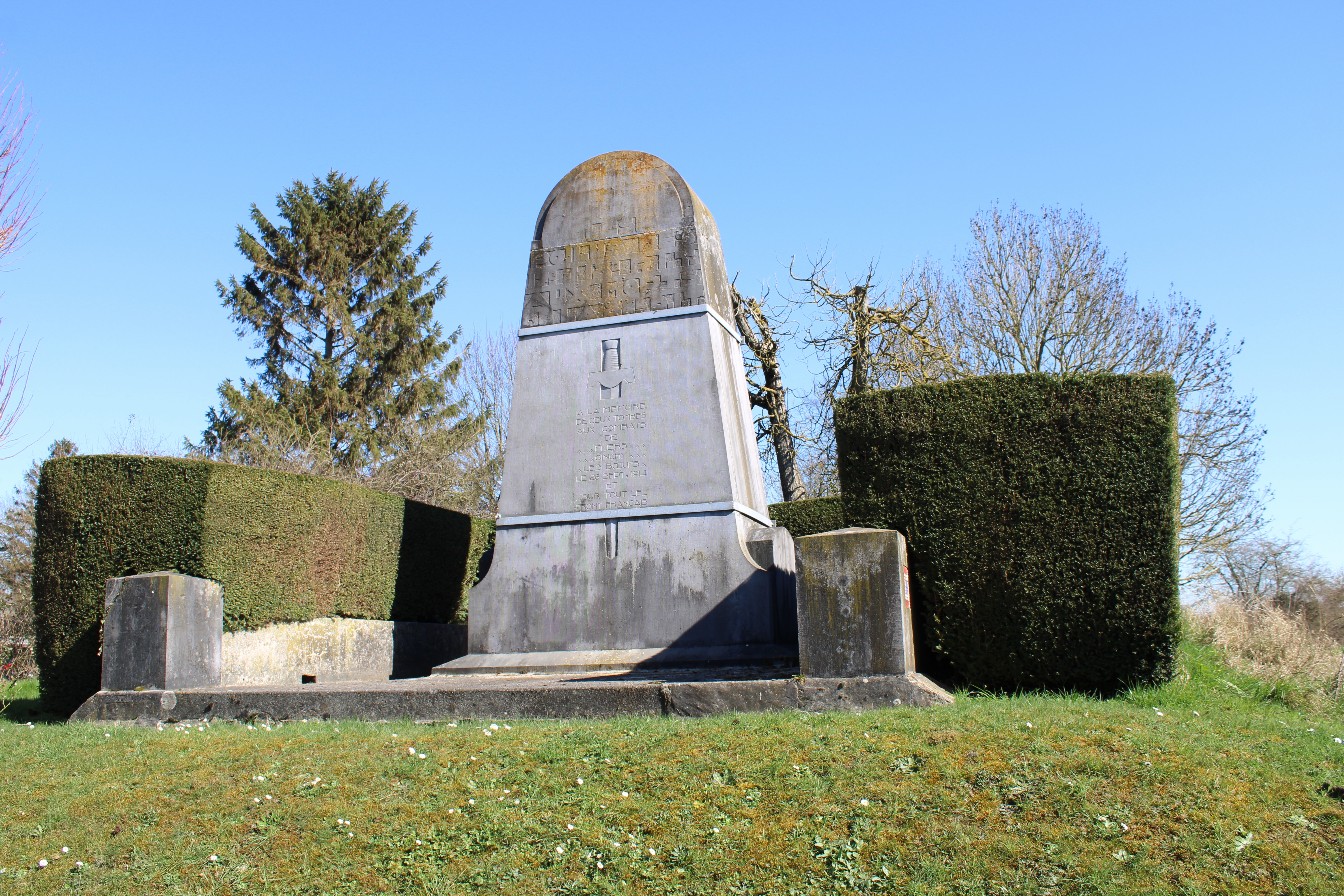
Monument hommage aux victimes des combats du 26 septembre 1916.

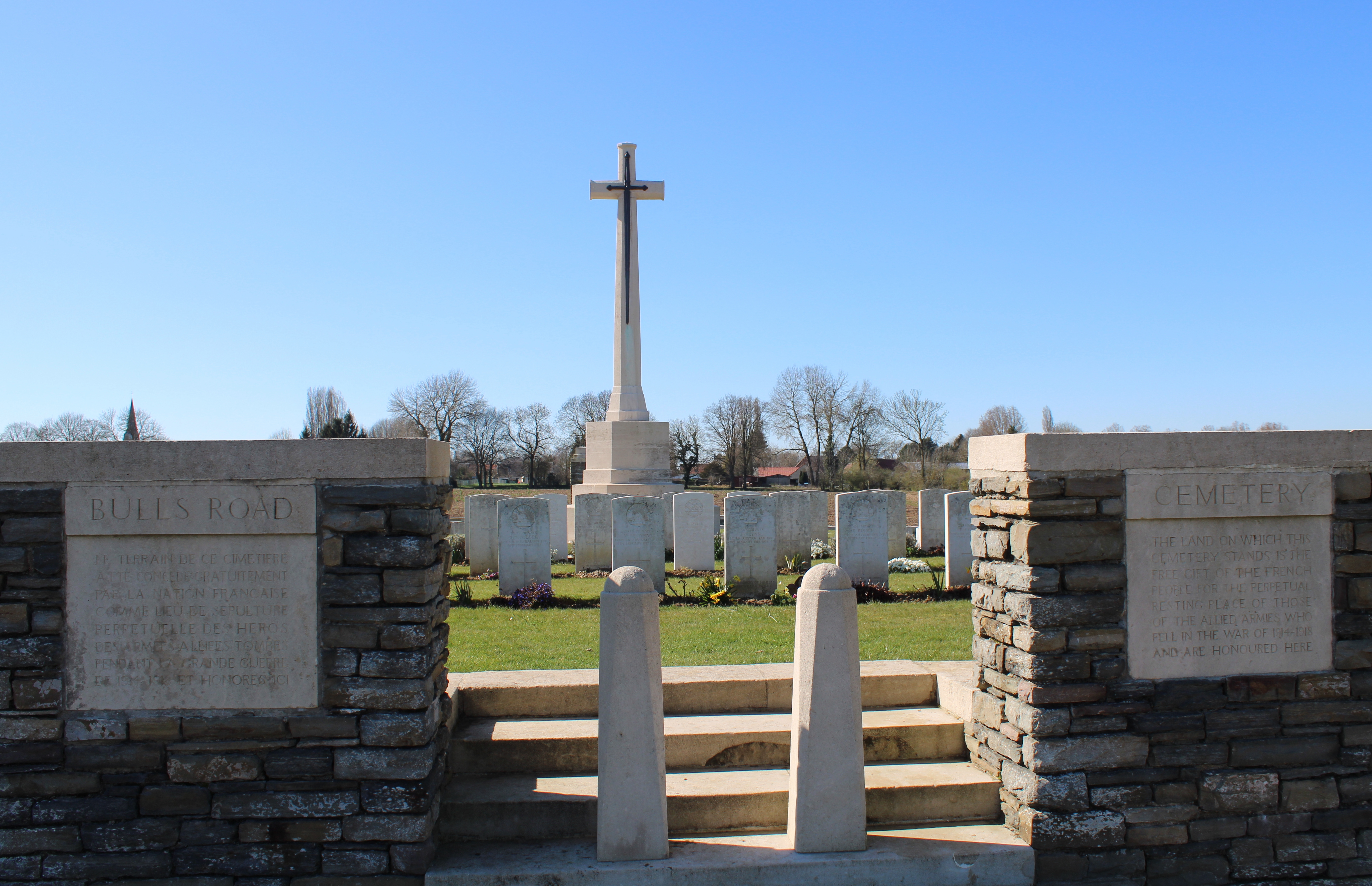
Cimetière Bulls Road
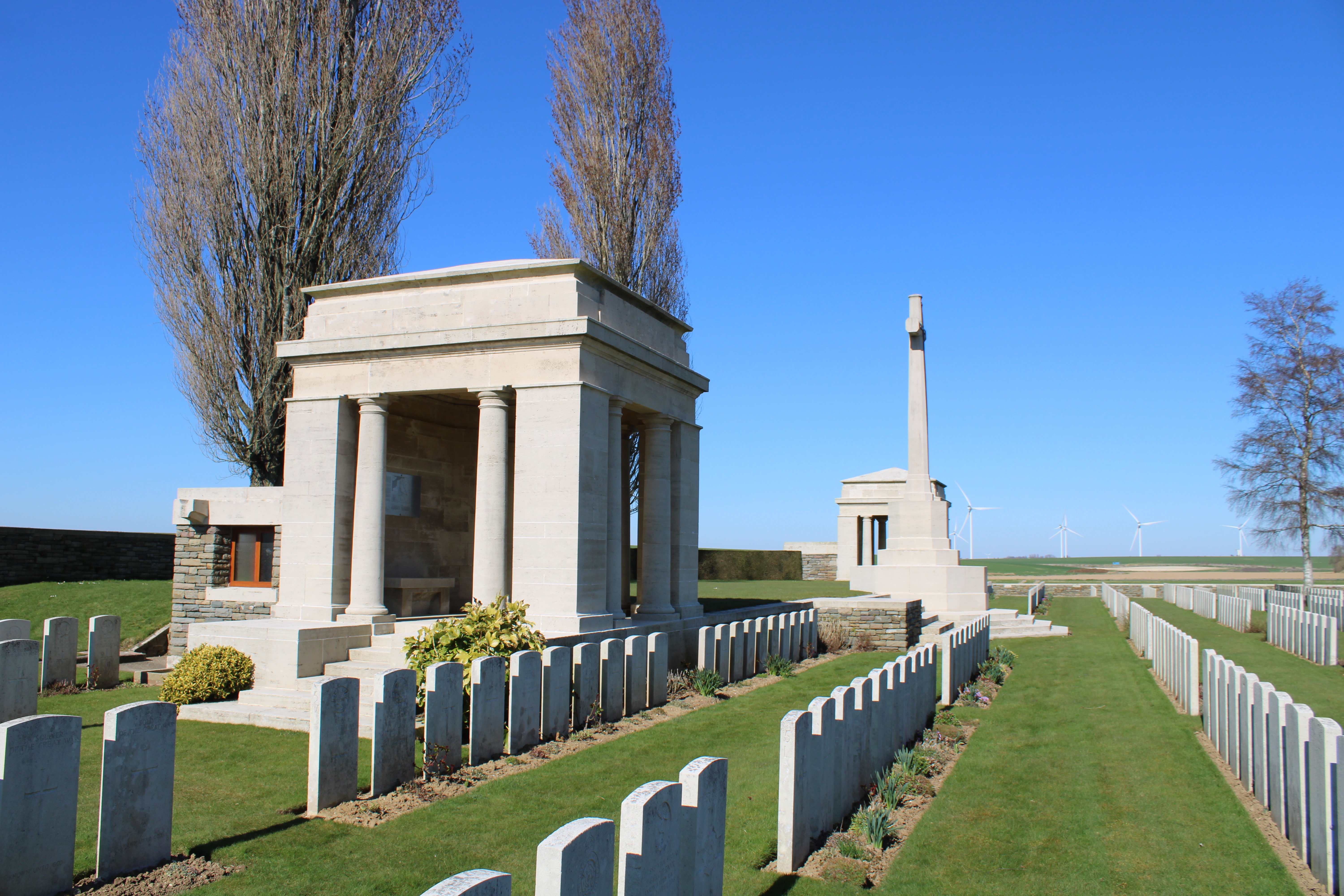
Cimetière AIF

### Personnalités liées à la commune
- Louis Honoré Goubet, homme politique né en 1744 à Flers (Somme) et décédé le 4 avril 1810 au même lieu.

## Pour approfondir